# آنا سوفی
آنا سوفی با نام کامل آنا سوفی استودک (نروژی: Anne-Sofie Østvedt; زاده ۲ ژانویهٔ ۱۹۲۰ – درگذشته ۱۶ نوامبر ۲۰۰۹) یکی از رهبران جنبش مقاومت نروژ علیه فاشیسم هیتلری اهل نروژ بود.

## زندگی
آنا سوفی در ۲ ژانویه ۱۹۲۰ متولد شد. او فعالیت‌های خود با جنبش مقاومت را ابتدا با نوشتن مقاله در یک روزنامه زیرزمینی شروع کرد سپس به‌طور رسمی به مقاومت پیوست.
نیروهای گشتاپو در تابستان ۱۹۴۲ او را تحت تعقیب قرار دادند و او مجبور شد تا آخر جنگ جهانی دوم، تحصیلات دانشگاهی خود را کنار بگذارد و زندگی مخفی در پیش بگیرد.
وی در سال ۱۹۴۶ با اوستاین استرامنس یکی از رهبران مقاومت نروژ ازدواج کرد.

## نقش او در رهبری جنبش
با شروع حمله نیروهای فاشیسم هیتلری به نروژ آنا یک دانشجوی ۲۰ ساله در رشته شیمی بود.
درحالیکه دختر جوانی بود، یک نقش حیاتی در سازماندهی مقاومت نروژ ایفا کرد و در امر فرماندهی نقش دوم را داشت. در سازمان XU کسی از هویت واقعی او خبر نداشت و کاملاً مخفی بود. در صفوف مقاومت تا معاون فرمانده گروه XU ارتقاء یافت و در نبود فرمانده کل نیروهای جنبش مقاومت، رهبری کل سیستم را به عهده می‌گرفت که شامل ۳۰۰۰ نفر بود.
در آن زمان در اروپا بسیار معمول بود که زنان در جنبش‌های مقاومت به عنوان پیام‌رسان یا کارهای اطلاعاتی به کار گرفته شوند ولی به عنوان رهبر یک جنبش مقاومت به ندرت مورد قبول واقع می‌شد و کمتر کسی خبر داشت که نفر دوم این جنبش یک زن است.

## تهدیدات
وقتی یکی از همکاران وی توسط گشتاپو دستگیر شد، خانه آنا سوفی را با نیروهای زیادی محاصره کردند و وقتی نتوانستند او را دستگیر کنند، خواهرش را به عنوان گروگان دستگیر و با خود بردند.
آنا مجبور شد از آن پس به مدت یک سال و نیم، هویت خود را عوض کرده و با یک هویت و اسم دیگری کار خود را شروع کند. همچنین او با خانواده و تمام دوستان خود قطع ارتباط کرد تا بتواند مقاومت مخفی را رهبری کند.
از آنجاییکه یکی از نام‌های مستعار او اسلاک یک نام مردانه نروژی بود، پس از پایان جنگ برای خیلی‌ها بسیار شگفت‌انگیز و غیرمنتظره بود که وقتی وی را از نزدیک دیدند و فهمیدند که او یک زن بوده‌است.

## پس از جنگ
بعد از پایان جنگ جهانی دوم آنا یک بورس تحصیلی گرفت و در تابستان ۱۹۴۵ در رشته شیمی در دانشگاه کالیفرنیا، برکلی تحصیلات خود را شروع کرد و با مدرک لیسانس در سال ۱۹۵۱ به نروژ برگشت.